# Scarborough-rif

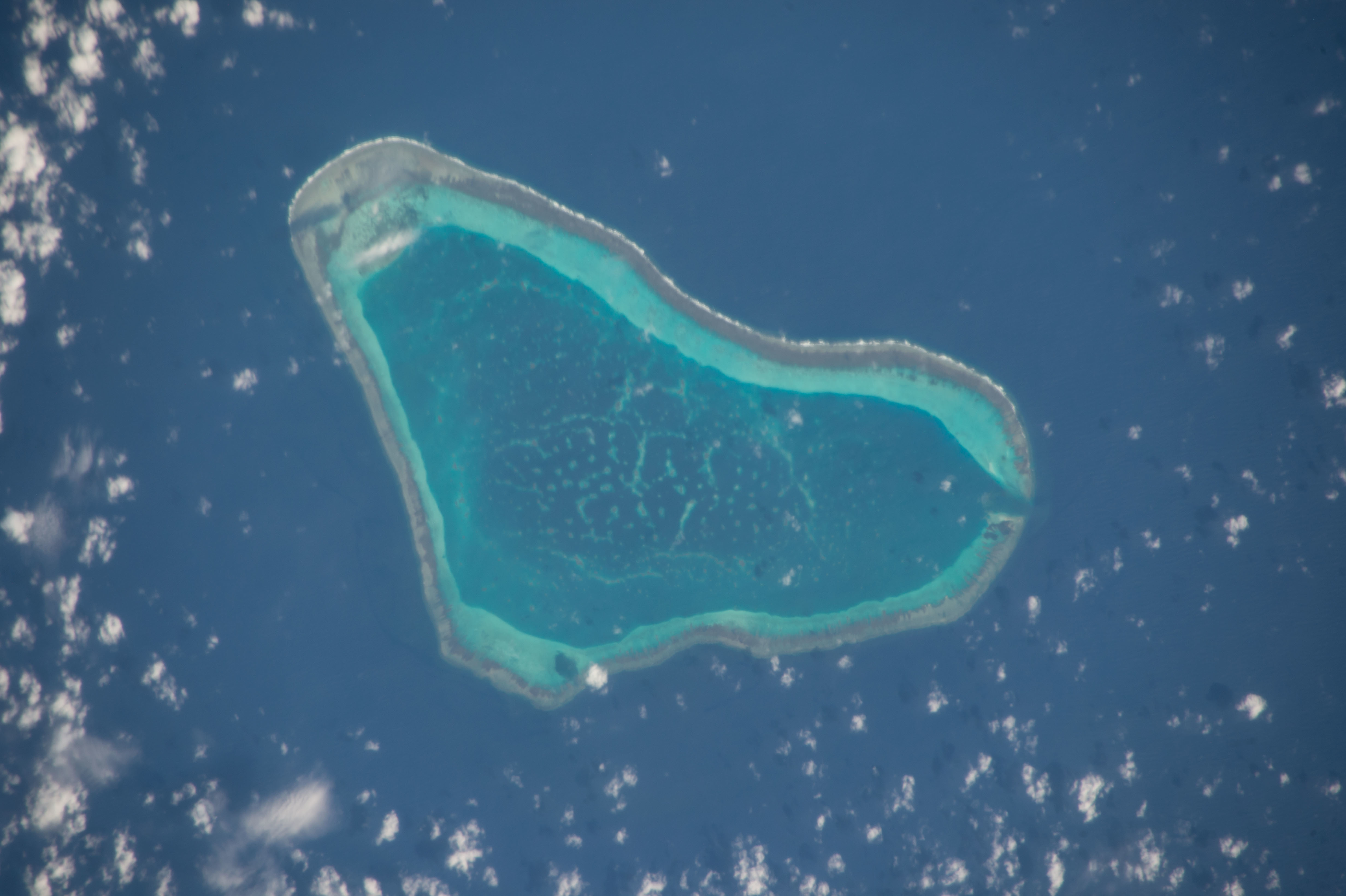
Foto rif

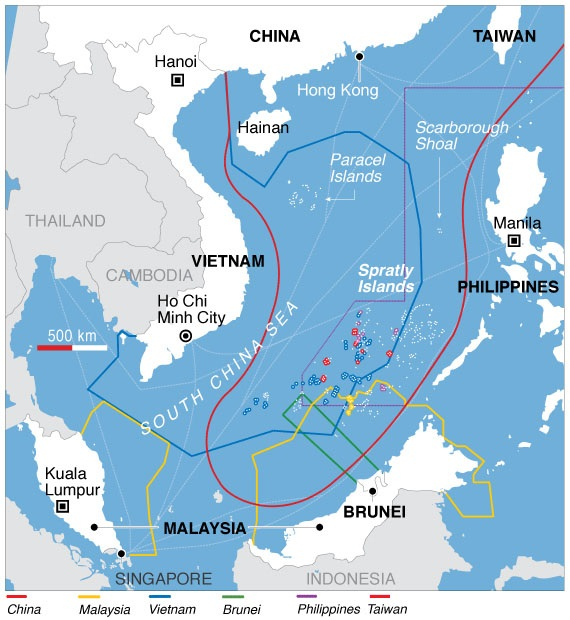
Kaart met claims van omliggende landen Zuid-Chinese Zee

Het Scarborough-rif of Panatag-rif (Filipijnse naam: Panatag Shoal; Chinese naam: 黃岩島 Huangyan Dao), is een zandbank bestaande uit enkele eilandjes en riffen in een atol, die zich bevindt in de Zuid-Chinese Zee tussen de Zhongsha-eilanden en Luzon. Het rif behoort tot de Eilanden in de Zuid-Chinese Zee.

## Geografie
De zandbank vormt een driehoekige keten van riffen en eilanden, waarvan de meeste enkel uit stenen bestaan. Deze keten is 55 kilometer lang, en bevindt zich rondom een gebied van 150 km². De keten heeft een lagune met een gebied van 130 km² en een diepte van ongeveer 15 meter. Enkele van de eilandjes zijn 0,5 tot 3 meter hoog, en veel van de riffen bevinden zich bij vloed onder water. Vlak bij de monding van de lagune bevinden zich de restanten van een ijzeren toren, die in 1965 was gebouwd door de Filipijnse marine.
De dichtstbijzijnde landmassa is Palauig.

## Economie en toerisme
Niet-Filipijnse vissers mogen het gebied alleen onder strenge voorwaarden betreden, die zijn opgesteld door de Filipijnse marine. Een aantal Chinese vissers zijn al gearresteerd in dit gebied vanwege illegale manieren van vissen, die het zeeleven aantastten.
In 1998 vonden er enkele duikexcursies plaats voor toeristen. Ook waren er in 1994, 1995, 1997 en 2007 amateur DX-pedities. Deze vonden ook plaats onder toezicht van de marine.

## Soevereiniteit
Het rif is vernoemd naar het Britse koopvaardijschip Scarborough dat op 12 september 1748 hier aan de grond liep. De bemanning wist het schip los te krijgen waarna het de reis kon vervolgen.
De Filipijnen, Volksrepubliek China en Republiek China (Taiwan) claimen allemaal het Scarborough-rif als hun grondgebied. Momenteel wordt het gebied effectief bestuurd door Volksrepubliek China. De Scarborough Shoal, een driehoekige keten van riffen en rotsen, is een brandhaard tussen de landen sinds China het in 2012 van de Filippijnen heeft veroverd.
De Filipijnse marine patrouilleert regelmatig rond het rif op zoek naar mogelijke economische activiteiten van China. De Filipijnse overheid baseert haar claim op het rif op het feit dat het rif binnen de Exclusieve Economische Zone van de Filipijnen ligt, en het principe van terra nullius, wat inhoudt dat voorheen geen enkele soevereine staat het rif opeiste. De Chinezen en Taiwanezen baseren hun claims op het feit dat het rif voor het eerst in kaart werd gebracht tijdens de Yuan-dynastie, en historisch gebruikt werd door Chinese vissers.
In januari 2013 begon de Filipijnse regering een internationale arbitrage bij het Permanent Hof van Arbitrage over de soevereiniteit. De Chinese regering wees deze procedure bijna direct af, het hof zou hierover geen zeggenschap hebben. Het hof zag zelf geen probleem en zette het vraagstuk door. In 2016 volgde het oordeel waarbij de Filipijnen grotendeels in het gelijk werden gesteld. China wees de uitspraak af. Er bestaat geen handhavingsmechanisme voor het geval China de beslissing van het tribunaal niet naleeft, maar voor de Filipijnen is de uitspraak een goede uitgangsbasis voor nadere diplomatieke acties om het doel te bereiken.
Vanaf februari 2024 is de Filipijnse kustwacht actiever geworden rond Scarborough-rif om de exclusieve economische zone te beschermen en China, dat twaalf jaar lang de wateren heeft gedomineerd, af te weren. De patrouilles zijn ingesteld om lokale vissers veilig toegang te geven tot de visgronden.